# Кевін Оєрс
Ке́він О́єрс (англ. Kevin Ayers) (*16 серпня 1944, Герн Бей, Велика Британія — †18 лютого 2013, Монтольє, Франція) — вокаліст, гітарист, басист, композитор, автор текстів.
Свою музичну кар'єру Оєрс розпочав 1963 року у місті Кантербері вокалістом в аматорському гурті Wilde Flowers. 1966 року він ввійшов до складу формації Soft Machine, яку залишив 1968 року після американського турне. Наступного року Кевін дебютував як соліст альбомом "Joy Of A Toy", який допомогли йому зробити старі колеги з Soft Machine. Сюреалістично-сонливі настрої цієї роботи визначили напрямок його наступних пошуків, а баладні поеми ("Lady Rachel", "Girl On A Swing"), що походили з цієї платівки, і сьогодні вважаються найцікавішими композиціями артиста.
1970 року Оєрс утворив формацію The Whole World, до складу якої запросив Лола Коксхілла (Lol Coxhill) — саксофон, Майка Олдфілда (Mike Oldfield) — гітара та Девіда Бедфорда (David Bedford) - фортепіано. Їх спільна робота — платівка "Shooting At The Moon" — поєднувала традиційні мелодії ("May І") з експериментальними спробами у напрямку авангарду ("Pisser Dans Un Violin", "Coiores Para Dolores") і цей альбом вважають переломним в історії прогресивного британського року. Незабаром після його виходу Коксхілл залишив гурт. Хоча Олдфілд та Бедфорд ще брали участь у запису альбому "Whatevershebringswesing", проте сам Оєрс втратив смак до подальших музичних експериментів під час роботи над цим альбомом. Платівка "Bananamour" підтвердила невизначеність артиста між його творчими потребами та ринковим успіхом.
1974 року з'явився альбом "June 1st. 1974", який зафіксував концерт Оєрс у лондонському театрі "Rainbow", де йому допомагали Джон Кейл, Ніко та Браян Іно. Вся ця команда виступила під загальною назвою ACNE. Наступні альбоми Оєрса "Sweet Deceiver", "Yes We - Have No Mananas" та "Rainbow Takeaway" вийшли дуже нерівними.
Пізніше музикант записувався рідко, надаючи перевагу роботі в студії тривалим відпусткам на середземноморському узбережжі. Однак попри те, що Оєрс втратив зацікавленість масового слухача, йому все ж вдалось створити коло прихильників, що зачаровувались творчими пошуками артиста, доказом цього є популярність його альбомів на межі вісімдесятих та дев'яностих років.

## Дискографія
- 1969: Joy Of A Toy
- 1970: Shooting At The Moon
- 1971: Whatevershebringswesing
- 1973: Bananamour
- 1974: The Confessions Of Dr. Dream
- 1974: June 1st. 1974
- 1975: Sweet Deceiver
- 1976: Odd Ditties
- 1976: Yes We Have No Mañanas (So Get Your Mañanas Today)
- 1978: Rainbow Takeaway
- 1980: That's What You Get Babe
- 1983: Diamond Jack & The Queen Of Pain
- 1983: The Kevin Ayers Collection
- 1984: Deja Vu
- 1986: As Close As You Think
- 1988: Falling Up
- 1989: Banana Productions — The Best Of Kevin Ayers
- 1992: Still Life With Guitar
- 1992: Document Series Presents
- 1992: BBC Rasio 1 Live In Concert 1972
- 2007: The Unfairground